# Jugoslawische Muslimische Organisation
Die Jugoslawische Muslimische Organisation (serbokroatisch Југославенска Муслиманска Организација Jugoslavenska Muslimanska Organizacija, JMO) war eine bosnische politische Partei im Königreich Jugoslawien.
Sie wurde am 16. Februar 1919 von Mehmed Spaho in Sarajevo gegründet und war der Nachfolger der “Muslimischen Nationalorganisation” (Muslimanska Narodna Organizacija) in Österreich-Ungarn. Die Jugoslawische Muslimische Organisation dominierte schnell das politische Leben in Bosnien und rief die Muslime im ganzen Königreich Jugoslawien auf, nicht in die Türkei auszuwandern.
Die JMO trat weit nach 1921 einem kurzlebigen Bündnis mit der Slowenischen Volkspartei und der Kroatischen Republikanischen Bauernpartei bei. Nachdem das Bündnis 1925 zerbrach, war die JMO politisch isolier, und deren Anhänger wurden von serbischen Paramilitärs attackiert.
Bei den Wahlen 1927 wurde die Partei benachteiligt, trat jedoch trotzdem der serbisch dominierten Regierung bei. Sie änderte von nun an ihr Profil und betonte, eher eine bosnische Partei zu sein als eine muslimische oder jugoslawische wie die Džemijet. Die Partei wurde 1929 von König Alexander I. zusammen mit allen anderen Parteien verboten.
Wahlergebnisse:
| Jahr | Anteil | Sitze |
| ---- | ------ | ----- |
| 1920 | 6,9 %  | 24    |
| 1923 | 5,2 %  | 18    |
| 1925 | 5,4 %  | 15    |
| 1927 | 2,5 %  | 18    |